# Juicio de los treinta
El Juicio de los Treinta (en francés: Procès des Trente) fue un juicio-espectáculo que se celebró entre el 6 de agosto y el 31 de octubre de 1894 en París, Francia, con el objetivo de legitimar las lois scélérates (leyes villanas) aprobadas en 1893-1894 contra el movimiento anarquista y la restricción de la libertad de prensa al medio que se probara la existencia de una asociación efectiva entre anarquistas.

## Contexto
Durante los primeros meses de 1894, la policía organizó registros, allanamientos y detenciones contra el movimiento anarquista. El gobierno se propuso aniquilar el movimiento anarquista, y se utilizaron para esto las lois scélérates de diciembre de 1893 y julio de 1894, promulgadas después del atentado de Auguste Vaillant. El 21 de febrero de 1894, el semanario anarquista Le Père peinard, publicado por Émile Pouget, dejó de editarse, cese que fue seguido el 10 de marzo de 1894 por Le Révolté de Élisée Reclus y Jean Grave.
Desde el 1 de enero de 1894 al 30 de junio de 1894, 426 personas (de las que 29 no pudieron ser detenidas) fueron juzgadas por la acusación de haber constituido una asociación ilícita. Según el historiador Jean Maitron, como la mayoría de los activistas habían sido detenidos o bien habían huido del país, la propaganda anarquista prácticamente dejó de existir.

## Los acusados
El grupo de los treinta inculpados estaba conformado por 19 teóricos anarquistas y 11 ladrones de derecho común, acusados de asociación ilícita. Esta amalgama fue favorecida por el apoyo al ilegalismo de algunos anarquistas que reivindicaban el derecho a vivir al margen de la ley.
Entre los acusados estuvieron Charles Chatel, Ivan Aguéli, Sébastien Faure, Félix Fénéon, Jean Grave, Louis Armand Matha, Maximilien Luce, Emile Pouget, Paul Reclus, Alexander Cohen, Constant Martin, Louis Duprat. También se encontraba Paul Bernard, que ya se había visto envuelto en otros procesos por sus actividades anarquistas —fue detenido con motivo del atentado de la Plaza Real de Barcelona del 9 de febrero de 1892 pero fue puesto en libertad, aunque en su casa se encontraron varios artefactos—.

## El juicio
El 6 de agosto de 1894, se abrió el proceso en la Cour d'Assises (la que juzga delitos) del Sena. Los 26 inculpados que pudieron ser detenidos comparecieron delante del juez Dayras.
El fiscal jefe, Bulot, prohibió la reproducción de prensa de los interrogatorios de Jean Grave y Sébastien Faure, dando lugar a escribir Henri Rochefort, en L'Intransigeant, que la asociación ilícita en cuestión no era la formada por los acusados, sino por los magistrados. Los acusados se defendieron fácilmente de la acusación de «asociación ilícita», ya que en aquella época el movimiento anarquista francés rechazaba la misma idea de asociación y actuaba exclusivamente de forma individual. A pesar de ello, el presidente del tribunal, Dayras, desestimó todas las objeciones de la defensa, ante lo que Sébastien Faure dijo:

Usted lo dice todo el rato. Cada vez que se demuestra el error de una de sus alegaciones, declara que carece de importancia. Podría muy bien sumar todos los ceros, en total no sumará la unidad.

En el mismo sentido, Fénéon, fue acusado de haber sido amigo íntimo del anarquista alemán Bernhard Kampffmeyer. El corresponsal de Le Figaro transcribe así su interrogatorio:

—¿Es usted un anarquista, don Fénéon?

—Soy un borgoñón nacido en Turín.

—¿Era usted también el amigo íntimo de otro anarquista extranjero, Kampfmeyer?

—Oh, íntimo, estas palabras son demasiado fuertes. Por lo demás, Kampfmeyer no hablaba otra cosa que alemán, y yo francés, nuestras conversaciones no podían ser muy peligrosas. (Risas en la sala.)

—En la instrucción, se negó a proporcionar información sobre Matha y Ortiz.

—Me preocupé de no decir nada que pudiera comprometerlos. Habría actuado de la misma manera sobre su señoría si se hubiera dado el caso.

—Está establecido que usted se rodeaba de Cohen y Ortiz.

—Para rodear a alguien, hacen falta al menos tres personas. (Estallido de risas)

—Se les ha visto conversar detrás de una farola.

—¿Podría usted decirme, señoría, dónde se encuentra eso de detrás de una farola? (Risas fuertes y prolongadas. El magistrado llama al orden.)

Fénéon recibió el apoyo del poeta Stéphane Mallarmé, que lo calificó como de "fino espíritu" y una de la "más sutil crítica" (una mente muy fina y una de las más sutiles y críticas más agudos a medida que). Los debates continuaron durante una semana. La intención de fiscal general Bulot era demostrar que había habido un acuerdo efectivo entre teóricos e ilegalistas, pero no lo hizo por falta de pruebas. Abandonó las acusaciones de ellos, y argumentó atenuantes para los demás, pero pidió duras penas para los que presenta como dirigentes: Grave, Faure, Matha y algunos otros. Por último, el jurado absolvió a todos, excepto los prisioneros de derecho común, Ortiz, Chericotti, Bertani, respectivamente, condenados a 15 y 8 años de trabajos forzados y seis meses de prisión.